# نوئل مکینتاش استوارت اروین
نوئل مکینتاش استوارت اروین (انگلیسی: Noel Irwin؛ ۲۴ دسامبر ۱۸۹۲ – ۲۱ دسامبر ۱۹۷۲) فرد نظامی اهل بریتانیا بود. وی همچنین برندهٔ جوایزی همچون صلیب نظامی شده‌است.